# نبرد رقه (۲۰۱۳)
نبرد رقه (۲۰۱۳) مبارزه برای کنترل شهر رقه مرکز استان رقه در جریان جنگ داخلی سوریه بین شورشیان سوری و ارتش عربی سوریه بود. نیروهای شورشی در اوایل ماه مارس ۲۰۱۳ این تهاجم را آغاز کردند و در ۷ مارس ۲۰۱۳ کنترل کامل رقه را به‌دست گرفتند. همچنین ارتش آزاد سوریه و گروه‌های اسلامگرا سنی از جمله جبهه نصرت و احرار الشام در این نبرد شرکت داشتند.